# Jürgen Macho
Jürgen Macho född 24 juni 1977 i Wien,  är en fotbollsmålvakt från Österrike. Han spelade senast i det österrikiska fotbollslaget FC Admira Wacker Mödling.